# Caiçara do Rio do Vento
Caiçara do Rio do Vento là một đô thị thuộc bang Rio Grande do Norte, Brasil. Đô thị này có diện tích 261,191 km², dân số năm 2007 là 3053 người, mật độ 11,7 người/km².